# Ochrochernes indicus
Espèce
Ochrochernes indicus est une espèce de pseudoscorpions de la famille des Chernetidae.

## Distribution
Cette espèce se rencontre en Inde et en Thaïlande.

## Description
Les mâles mesurent de 1,3 à 1,4 mm et les femelles de 1,5 à 1,6 mm.

## Publication originale
- Beier, 1974 : Pseudoscorpione aus Südindien des Naturhistorischen Museums in Genf. Revue Suisse de Zoologie, vol. 81, p. 999-1017 (texte intégral).